# Théologoumène

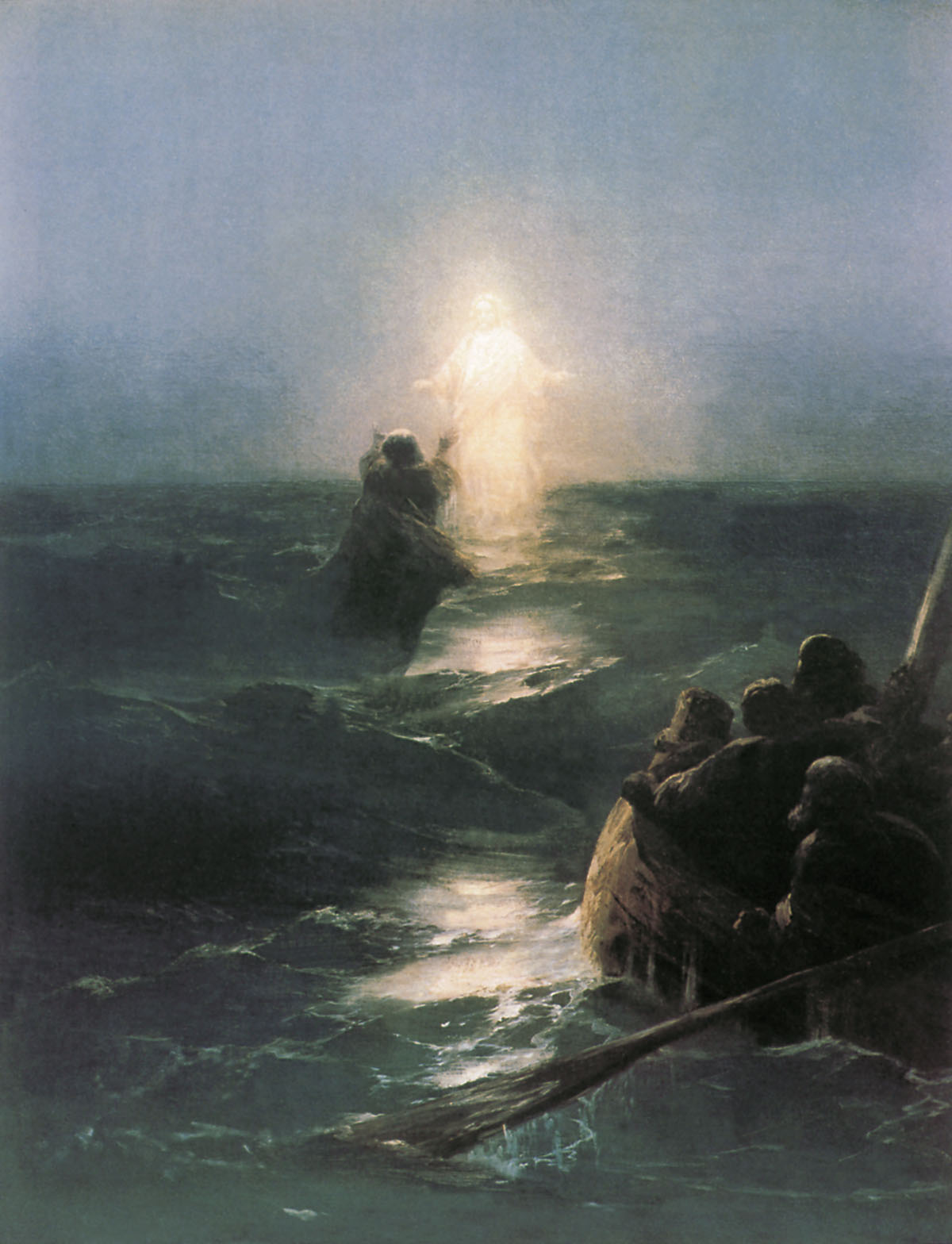
La Marche sur les eaux est considérée par Bultmann comme un théologoumène. Tableau d'Ivan Aivazovsky.

Un théologoumène (du grec ancien θεολογούμενον, theologoúmenon, « objet de discussion théologique ») est un énoncé ou un concept théologique dépourvu d'une autorité doctrinale absolue,. Il est communément défini comme « une affirmation ou une déclaration théologique qui ne dérive pas de la révélation divine », ou « une déclaration ou un concept théologique du domaine de l'opinion individuelle plutôt que d'une doctrine faisant autorité ».
En exégèse biblique, il désigne une affirmation d'ordre théologique qui ne repose pas directement sur les Écritures saintes, ou un épisode scripturaire à visée apologétique dont l'historicité peut être mise en question. Le théologoumène vise à faire d'une logique théologique une conviction, puis de la prêcher comme une affirmation de foi.

## Christianisme
Dans le catholicisme, plusieurs théologoumènes font partie du dépôt de la foi. Les Évangiles de l'enfance en sont un exemple,.
Le concept de « théologoumène » est souvent utilisé dans une approche « démythologisante » du Nouveau Testament, notamment par Rudolf Bultmann, qui l'applique au récit de la Résurrection du Christ et de ses apparitions aux apôtres. Le théologoumène est alors envisagé comme une construction a posteriori qui procède d'une assertion doctrinale d'ordre christologique mais non pas d'une réalité historique : ainsi en va-t-il, pour Bultmann, d'épisodes tels que la descente de croix ou l'intervention de Joseph d'Arimathie, ou, pour d'autres auteurs, de la virginité perpétuelle de Marie,.
Le dogme catholique de l'Immaculée Conception, quant à lui, est perçu comme un théologoumène par les orthodoxes comme par les protestants. Selon le philosophe André Malet (1970), la résurrection de Jésus et sa descente aux enfers seraient des théologoumènes qui se sont répandus dans les milieux chrétiens entre 50 et 60.

## Autres acceptions
Le terme est également employé par Nicomaque de Gérase et par le pseudo-Jamblique avec leurs Théologoumènes arithmétiques.